# Università statale russa degli studi di turismo e servizi
L'Università statale russa degli studi di turismo e servizi (in russo Российский государственный университет туризма и сервиса (РГУТиС)? è un istituto di formazione superiore con sede a Puškino, non lontano da Mosca. Ha anche filiali a Smolensk, Kaliningrad, Samara, Volgograd, Soči, Petropavlovsk-Kamčatskij, Pjatigorsk, Jakutsk, Perm', Ekaterinburg, Machačkala, Kazan' e Erevan.

## Dipartimenti

### Facoltà di servizi
- Dipartimento di elettrodomestici
- Dipartimento di sistemi di informazione
- Dipartimento di centri di servizio e di trasporto
- Dipartimento di sicurezza tecnosfera e tecnologia chimica

### Facoltà di turismo e ospitalità
- Dipartimento di tecnologia e l'organizzazione del turismo
- Dipartimento di tecnologia e l'organizzazione e l'ospitalità di soluzioni
- Dipartimento di pubbliche relazioni

### Facoltà di tecnologia e design
- Dipartimento di scienza dei materiali e delle competenze delle materie prime
- Dipartimento di progettazione e tecnologia dei prodotti da cucire e maglieria
- Dipartimento di tecnologia e prodotti di arte e design d'interni
- Dipartimento di disegno e pittura
- Dipartimento dell'ambiente artistico dello spazio oggetto di design

### Facoltà di economia
- Dipartimento di contabilità e fiscalità
- Dipartimento di stato e amministrazione comunale
- Dipartimento di corporate governance e di e-business
- Dipartimento di marketing e commercio
- Dipartimento di management
- Dipartimento di finanza
- Dipartimento di economia e commercio
- Dipartimento di economia del lavoro e gestione del personale

### Facoltà di giurisprudenza e di comunicazione sociale
- Dipartimento di discipline diritto civile
- Dipartimento di diritto penale corsi
- Dipartimento di stato e di discipline giuridiche
- Dipartimento di psicologia e lavoro sociale

### Dipartimenti universitari
- Dipartimento di lingue straniere
- Dipartimento di storia e scienze politiche
- Dipartimento di matematica e informatica
- Dipartimento di filosofia e cultura
- Dipartimento di scienze della formazione
- Dipartimento di lingua russa e della cultura del discorso
- Dipartimento di sociologia e pedagogia
- Dipartimento di cultura fisica e lo sport
- Dipartimento di teoria economica
- Dipartimento di ingegneria meccanica

### Dipartimenti regionali
- Facoltà di formazione professionale all'esterno
- Facoltà regionali di servizio in Ljubercy
- Facoltà regionali di servizio in Podolsk
- Facoltà regionali di servizio in Dubna
- Facoltà regionali in Odincovo

## Filiali
- Istituto degli Studi di servizi, Mosca
- Istituto degli Studi di turismo e di ospitalità, Mosca
- Sede regionale di Ekaterinburg
- Sede regionale di Jakutsk
- Sede regionale di Jerevan
- Sede regionale di Kazan'
- Sede regionale di Kaliningrad
- Sede regionale della Kamčatka
- Sede regionale di Machačkala
- Sede regionale di Kaluga
- Sede regionale di Perm'
- Sede regionale di Pjatigorsk
- Sede regionale di Samara
- Sede regionale di Smolensk
- Sede regionale di Soči
- Sede regionale di Volgograd